# Балтоскандія

Розташування балтійських та нордичних держав:
Балтійські країни
Нордичні країни

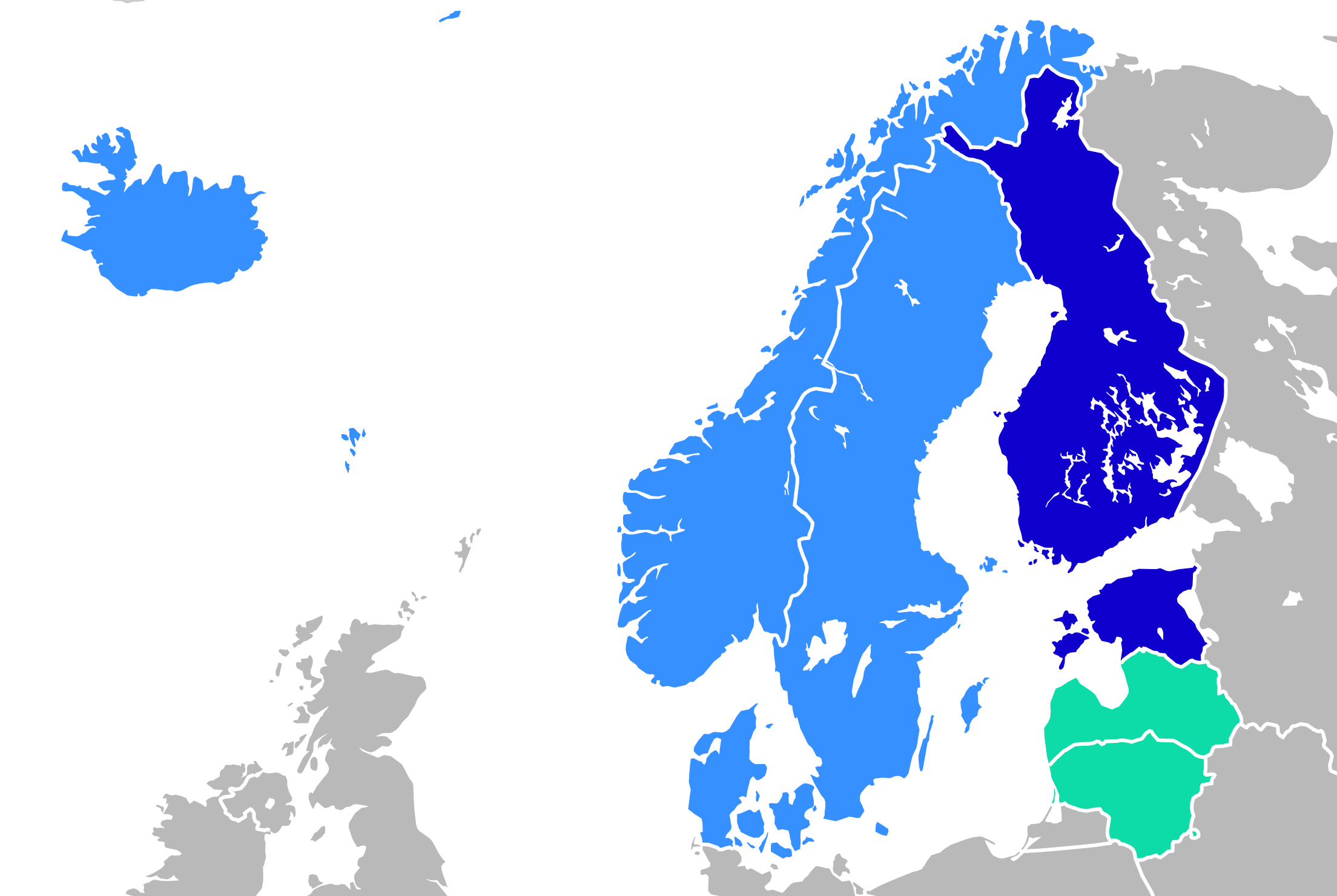
Мовні гілки в Північній Європі:
Скандинавська (Фарерські острови, Ісландія та Скандинавія)
Фінська (Естонія, Фінляндія)
Балтійська (Латвія, Литва)

Балтоскандія або Балтоскандська конфедерація — це геополітична концепція балтійсько-скандинавської (Північної) політичної унії, що включає Данію, Естонію, Фінляндію, Ісландію, Латвію, Литву, Норвегію та Швецію. Цю ідею запропонував шведський географ Стен де Ґір (1886–1933) у журналі Geografiska Annaler у 1928 році та далі розвинув професор Казіс Пакштас (1893–1960), литовський вчений у галузі географії та геополітики.

## Концепція
У своїй книзі «Балтоскандинавська конфедерація» Пакштас стверджує, що термін «Балтоскандія» вперше використав Стен де Ґір у статті в «Geografiska Annaler» у 1928 році. У цій книзі Балтоскандія описується в кількох різних вимірах: як географічна та культурна, як економічна та як політична і військова одиниця. Казіс Пакштас припустив, що одним із способів для малих народів протистояти впливу великих є об'єднання та тісніша співпраця між собою. Як він зазначає, об'єднання можливе лише між націями, які схожі за розміром, географічним середовищем, релігією, а також повинні поважати і толерантно ставитися одна до одної.
Балтоскандія була політичною метою балтійських держав на основі національної ідентичности, особливо в Естонії. Вона слугувала метою розширення співпраці зі нордичними державами. Однак це було лише концептуальне бачення, а не реальна політична унія. Балтоскандія була в основному надією балтійських держав рухатися до Західного світу. Нордичні держави (Королівство Данія, Швеція, Норвегія та ін.) вважали себе більш просунутими. Хоча була визнана певна спільність з Естонією та Латвією, Балтоскандія не була найпопулярнішим і стійким баченням майбутнього Північної Європи. Проте концепція Балтоскандії не змогла бути реалізована через Другу світову війну, коли балтійські держави були окуповані Радянським Союзом. Після відновлення незалежности балтійськими державами був взятий курс на вступ до Європейської Унії, тому концепція Балтоскандії не мала сенсу, адже всі нордичні держави, за винятком Норвегії, уже були державами-учасницями ЄУ.
Майже 20 років у Паневежисі, Литва, діяла Академія Балтоскандії (Baltoskandijos akademija). Вона була заснована 17 листопада 1991 року як інститут наукових досліджень, який регулярно організовує заходи, що стосуються балтійських і скандинавських культурних, історичних і політичних контактів. Його головними цілями були «розвиток різнобічних зв’язків між землями та націями в регіоні Балтоскандії та інтеграція культури Литви в культурний простір Балтоскандії». Наприкінці 2009 року Академія була ліквідована через проблеми з фінансуванням. Фінансування надало муніципалітет міста Паневежис, але функції академії не відповідали критеріям функцій згаданого муніципалітету.
Оскільки зовнішня політика Литви ще більше змістилася в бік Північної Європи після того, як Даля Ґрибаускайте прийшла на пост президентки Литви, у цій державі зростають голоси, які сумніваються у поверненні ідеї Балтоскандської конфедерації.

### Інші терміни

Кола Ейлера, що позначає Балтоскандію серед інших субрегіонів Північної Європи.

Скандинавсько-балтійська вісімка (Нордично-Балтійська вісімка) або NB8 (Данія, Естонія, Фінляндія, Ісландія, Латвія, Литва, Норвегія та Швеція).